# Асканаков, Родион Рафаилович
Родион Рафаилович Асканаков (род. 22 сентября 1990) — российский самбист, чемпион и призёр чемпионатов России по боевому самбо, бронзовый призёр чемпионата Европы, чемпион мира, Заслуженный мастер спорта России (20 ноября 2019 года). Выступал в легчайшей (до 52 кг) и полулёгкой (до 57 кг) весовых категориях. Тренировался под руководством М. Я. Яйтакова и Б. Ю. Бачимова.

## Спортивные достижения
- Чемпионат России по боевому самбо 2014 года — ;
- Чемпионат России по боевому самбо 2015 года — ;
- Чемпионат России по боевому самбо 2016 года — ;
- Чемпионат России по боевому самбо 2017 года — ;
- Чемпионат России по самбо 2018 года — ;
- Чемпионат России по самбо 2019 года — ;
- Чемпионат России по самбо 2020 года — ;